# 쇠네르윌란주
쇠네르윌란주(덴마크어: Sønderjyllands Amt)는 덴마크의 폐지된 주이다. 1970년 4월 1일 세워졌으며, 2007년 1월 1일 남덴마크 지역으로 흡수, 폐지되었다. 역사적으로는 북슐레슈비히(독일어: Nordschleswig)로도 불렸던 곳이다.

## 행정 구역 (1970-2006)
- 아우구스텐보르 시 (Augustenborg Kommune)
- 보우 시 (Bov Kommune)
- 브레데브로 시 (Bredebro Kommune)
- 브로아게르 시 (Broager Kommune)
- 크리스티안스펠 시 (Christiansfeld Kommune)
- 그람 시 (Gram Kommune)
- 그로스텐 시 (Gråsten Kommune)
- 하데르슬레우 시 (Haderslev Kommune)
- 호이에르 시 (Højer Kommune)
- 룬토프트 시 (Lundtoft Kommune)
- 뢰굼클스테르 시 (Løgumkloster Kommune)
- 노르보르 시 (Nordborg Kommune)
- 뇌레랑스트루프 시 (Nørre-Rangstrup Kommune)
- 뢰딩 시 (Rødding Kommune)
- 뢰데크로 시 (Rødekro Kommune)
- 스케르베크 시 (Skærbæk Kommune)
- 수네베 시 (Sundeved Kommune)
- 쉬달스 시 (Sydals Kommune)
- 쇠네르보르 시 (Sønderborg Kommune)
- 팅레우 시 (Tinglev Kommune)
- 퇴네르 시 (Tønder Kommune)
- 보옌스 시 (Vojens Kommune)
- 오벤로 시 (Aabenraa Kommune)